# Krutgasejektor

Funktion över krutgasejektor.

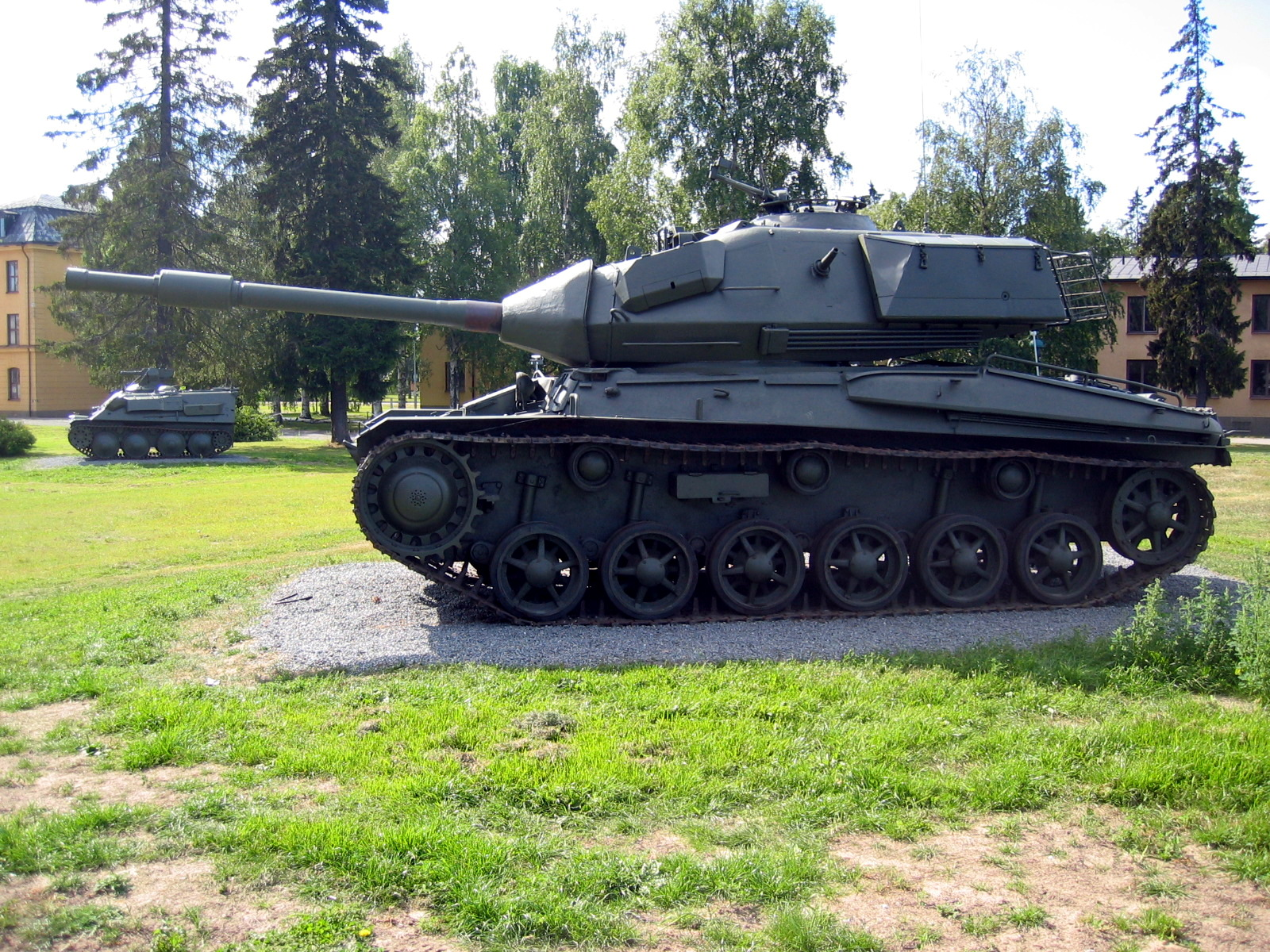
Stridsvagn 74 med krutgasejektor (förtjockningen långt fram på eldröret)

Krutgasejektor är en anordning som hjälper till att blåsa ut krutgasen från eldröret i kanontorn så denna inte flödar in i stridrummet vid öppning av bakstycket, vilken kan störa tornbesättningens stridsförmåga. För mycket krutgaser i sådana trånga utrymmen kan även bli en fara för besättningen.
Krutgasejektorn är en behållare med kraftiga väggar som omsluter eldröret. Mellan eldröret och ejektorn finns flera borrade hål. När projektilen passerat är trycket i eldröret mycket högt, och krutgaserna trycks in i ejektorn. Sedan projektilen lämnat mynningen trycks krutgaserna ut igen. Hålen är riktade framåt så att gasen strömmar ut mot mynningen och drar med de kvarvarande gaserna i eldröret. 